# Émetteur de Sury (Ardennes)
L'émetteur de Sury est un site de diffusion situé dans les Ardennes.
Il émet les chaînes de la TNT et des radios en FM pour une large partie du département dont Charleville-Mézières et Sedan, les principales agglomérations des Ardennes. Ce site héberge aussi des relais pour la téléphonie mobile et d'autres transmissions. Il est constitué d'un pylône treillis autostable d'une hauteur de 105 mètres qui a remplacé en juillet 2005 l'ancien pylône treillis haubané de 108 mètres construit en 1958. Il appartient à l'opérateur TDF (Télédiffusion de France).

## Télévision

### Diffusion analogique
Dans la région Champagne-Ardenne ainsi que dans la Lorraine, la télévision analogique s'est arrêtée le 28 septembre 2010.
| Chaîne                     | Canal | Polarisation | Puissance (PAR) |
| -------------------------- | ----- | ------------ | --------------- |
| TF1                        | 29    | Horizontale  | 200 kW          |
| France 2                   | 23    | Horizontale  | 200 kW          |
| France 3 Champagne-Ardenne | 26    | Horizontale  | 200 kW          |
| Canal+                     | 36    | Horizontale  | 4,5 kW          |
| France 5 / Arte            | 44    | Horizontale  | 4,5 kW          |
| M6                         | 41    | Horizontale  | 4,5 kW          |

### Diffusion numérique

#### Canaux, polarisation, puissances et diffuseurs des multiplex
| Multiplex    | Canal | Polarisation | Puissance (PAR) | Diffuseur |
| ------------ | ----- | ------------ | --------------- | --------- |
| Multiplex R1 | 44    | Horizontale  | 100 kW          | TDF       |
| Multiplex R2 | 36    | Horizontale  | 30 kW           | TDF       |
| Multiplex R3 | 26    | Horizontale  | 50 kW           | TDF       |
| Multiplex R4 | 34    | Horizontale  | 50 kW           | TDF       |
| Multiplex R6 | 23    | Horizontale  | 50 kW           | TDF       |
| Multiplex R7 | 40    | Horizontale  | 50 kW           | TDF       |
| Multiplex R9 | 37    | Horizontale  | 50 kW           | TDF       |

#### Composition des multiplexes
Les numéros des multiplexes sont accompagnés de leur opérateur de gestion.

##### R1(Société de gestion du réseau R1)
| LCN | Nom de la chaîne           |
| --- | -------------------------- |
| 2   | France 2                   |
| 3   | France 3 Champagne-Ardenne |
| 14  | France 4                   |
| 27  | France Info                |

##### R2(Nouvelles télévisions numériques)
| LCN | Nom de la chaîne |
| --- | ---------------- |
| 8   | C8               |
| 15  | BFM TV           |
| 16  | CNews            |
| 17  | CStar            |
| 18  | Gulli            |

##### R3(Compagnie du numérique hertzien)
| LCN | Nom de la chaîne |
| --- | ---------------- |
| 4   | Canal+           |
| 26  | LCI              |
| 41  | Paris Première   |
| 42  | Canal+ Sport     |
| 43  | Canal+ Cinéma(s) |
| 45  | Planète+         |

##### R4(Société opératrice du multiplex R4)
| LCN | Nom de la chaîne |
| --- | ---------------- |
| 5   | France 5         |
| 6   | M6               |
| 7   | Arte             |
| 9   | W9               |
| 22  | 6ter             |

##### R6(Société d'exploitation du multiplex R6 - SMR6)
| LCN | Nom de la chaîne |
| --- | ---------------- |
| 1   | TF1              |
| 10  | TMC              |
| 11  | TFX              |
| 12  | NRJ 12           |
| 13  | LCP              |

##### R7(Multiplex haute définition 7)
| LCN | Nom de la chaîne |
| --- | ---------------- |
| 20  | TF1 Séries Films |
| 21  | L'Équipe         |
| 23  | RMC Story        |
| 24  | RMC Découverte   |
| 25  | Chérie 25        |

##### R9(GR UHD1)
| LCN | Nom de la chaîne |
| --- | ---------------- |
| 52  | France 2 UHD     |

## Radio
Le pylône de Sury émet les 5 radios publiques, dont celle de la région, sur une grande partie des Ardennes et les 3 généralistes privées (catégorie E) sur l'agglomération carolomacérienne,.
| Fréquence | Radio                         | Catégorie      | Puissance | Code RDS (PS) |
| --------- | ----------------------------- | -------------- | --------- | ------------- |
| 90.1      | France Culture                | Service public | 10 kW     | _CULTURE      |
| 93.5      | France Musique                | Service public | 10 kW     | MUSIQUE_      |
| 95.3      | RMC                           | E              | 250 W     | _RMC____      |
| 95.8      | France Inter                  | Service public | 10 kW     | __INTER_      |
| 100.9     | France Bleu Champagne-Ardenne | Service public | 10 kW     | BLEUCHAM      |
| 102.9     | Europe 1                      | E              | 500 W     | EUROPE_1      |
| 103.4     | RTL                           | E              | 500 W     | __RTL___      |
| 105.9     | France Info                   | Service public | 10 kW     | __INFO__      |

## Téléphonie mobileet autres transmissions[6]
| Opérateur        | 2G  | 3G  | 4G  | FH  |
| ---------------- | --- | --- | --- | --- |
| Orange           | Oui | Oui | Oui | Oui |
| SFR              | Oui | Oui | Oui | Oui |
| Bouygues Telecom | Oui | Oui | Oui | Oui |
| Free             | Non | Oui | Oui | Oui |

- Conseil départemental des Ardennes : faisceau hertzien
- EDF : COM TER
- IFW (opérateur de WiMAX) : boucle locale radio de 3 GHz
- TDF : faisceau hertzien

## Liens
- https://infraviewer.net/mapObject/a3ecd862-f483-407b-b84c-a26a06b27ccb

## Photos
- Sur annuaireradio.fr (consulté le 19 avril 2017).
- Sur tvignaud (consulté le 19 avril 2017).